# Бейтс (гора)
Бейтс (англ. Mount Bates) — гора на острове Норфолк, внешней территории Австралии. Является самой высокой точкой на острове.

## Описание
Гора Бейтс находится в национальном парке, в северной части острова Норфолк, в 5 км к северо-западу от города Кингстона, официальной столицы территории. Гора имеет вулканическое происхождение и состоит из вулканических пород. Склоны горы густо покрыты норфолкскими елями. До вершины горы ведет пешеходная тропа Саммита, состоящая из деревянных ступенек и любой желающий может подняться на вершину.
Высота горы Бейтс всего на 1 метр превышает высоту находящейся рядом горы Питт и делает Бейтс самой высокой точкой на острове Норфолк с высотой 319 метров (1047 футов).
Климат умеренный. Средняя температура 18 °С. Самый теплый месяц — декабрь (20 °C), самый холодный июнь (14 °C). Среднее количество осадков составляет 865 миллиметров в год. Самый влажный месяц — июнь с 157 миллиметрами осадков, а самый влажный январь — с 23.